# Éderson Alves Ribeiro Silva
Éderson Alves Ribeiro Silva, meglio conosciuto solo come Éderson (Pentecoste, 13 marzo 1989), è un calciatore brasiliano, attaccante del Lagarto.

## Carriera
Ha giocato nella massima serie brasiliana con Atlético Paranaense e Fortaleza.
Nel 2015 gioca in Giappone col Kashiwa Reysol.

## Statistiche

### Presenze e reti nei club
Statistiche aggiornate al 28 agosto 2022.
| Stagione                    | Squadra                     | Campionato                  | Campionato | Campionato | Coppe nazionali | Coppe nazionali | Coppe nazionali | Coppe continentali | Coppe continentali | Coppe continentali | Altre coppe | Altre coppe | Altre coppe | Totale | Totale | Totale |
| Stagione                    | Squadra                     | Comp                        | Pres       | Reti       | Comp            | Pres            | Reti            | Comp               | Pres               | Reti               | Comp        | Pres        | Reti        | Pres   | Reti   |        |
| --------------------------- | --------------------------- | --------------------------- | ---------- | ---------- | --------------- | --------------- | --------------- | ------------------ | ------------------ | ------------------ | ----------- | ----------- | ----------- | ------ | ------ | ------ |
| 2006                        | Ceará                       | PD/CE+B                     | ?+3        | ?+0        | CB              | ?               | ?               | -                  | -                  | -                  | -           | -           | -           | 3+     | 0+     |        |
| 2007                        | Athl. Paranaense            | A1/PR+A                     | 0          | 0          | CB              | 0               | 0               | CS                 | 0                  | 0                  | -           | -           | -           | 0      | 0      |        |
| 2008                        | Ceará                       | PD/CE+B                     | ?+14       | ?+2        | CB              | ?               | ?               | -                  | -                  | -                  | -           | -           | -           | 14+    | 2+     |        |
| 2009                        | Athl. Paranaense            | A1/PR+A                     | 0          | 0          | CB              | 0               | 0               | CS                 | 0                  | 0                  | -           | -           | -           | 0      | 0      |        |
| 2010                        | ABC                         | PD/RN+C                     | ?+11       | ?+1        | -               | -               | -               | -                  | -                  | -                  | CDN         | 14          | 9           | 25+    | 10+    |        |
| 2011                        | ABC                         | PD/RN+C                     | ?+18       | ?+4        | CB              | 4               | 0               | -                  | -                  | -                  | -           | -           | -           | 22+    | 4+     |        |
| gen.-giu. 2012              | Ceará                       | PD/CE+B                     | 8+1        | 0          | CB              | 0               | 0               | -                  | -                  | -                  | -           | -           | -           | 10     | 0      |        |
| Totale Ceará                | Totale Ceará                | Totale Ceará                | 8+ + 18    | 0+ + 2     |                 | 0+              | 0+              |                    | -                  | -                  |             | -           | -           | 26+    | 2+     |        |
| giu-dic. 2012               | ABC                         | B                           | 26         | 12         | CB              | -               | -               | -                  | -                  | -                  | -           | -           | -           | 26     | 12     |        |
| 2013                        | Athl. Paranaense            | A1/PR+A                     | 0+36       | 0+21       | CB              | 11              | 4               | -                  | -                  | -                  | -           | -           | -           | 47     | 25     |        |
| gen.-set. 2014              | Athl. Paranaense            | A1/PR+A                     | 0+12       | 0+1        | CB              | 0               | 0               | CL                 | 8                  | 3                  | -           | -           | -           | 20     | 4      |        |
| set. 2014-2015              | Al-Wasl                     | AGL                         | 26         | 14         | CB+CdL          | 1+6             | 0+1             | -                  | -                  | -                  | -           | -           | -           | 33     | 15     |        |
| lug.-dic. 2015              | Kashiwa Reysol              | J1                          | 8          | 1          | CG+CdL          | 0+1             | 0+2             | ACL                | 2                  | 0                  | -           | -           | -           | 11     | 3      |        |
| gen.-lug. 2016              | Kashiwa Reysol              | J1                          | 10         | 1          | CG+CdL          | 0+5             | 0+1             | -                  | -                  | -                  | -           | -           | -           | 15     | 2      |        |
| Totale Kashiwa Reysol       | Totale Kashiwa Reysol       | Totale Kashiwa Reysol       | 18         | 2          |                 | 6               | 3               |                    | 2                  | 0                  |             | -           | -           | 26     | 5      |        |
| lug.-dic. 2016              | Vasco da Gama               | B                           | 21         | 7          | CB              | 2               | 1               | -                  | -                  | -                  | -           | -           | -           | 23     | 8      |        |
| gen.-mag. 2017              | Vasco da Gama               | A1/RJ                       | 4          | 0          | CB              | 0               | 0               | -                  | -                  | -                  | -           | -           | -           | 4      | 0      |        |
| Totale Vasco da Gama        | Totale Vasco da Gama        | Totale Vasco da Gama        | 4+21       | 0+7        |                 | 2               | 1               |                    | -                  | -                  |             | -           | -           | 27     | 8      |        |
| mag.-dic. 2017              | Athl. Paranaense            | A                           | 18         | 2          | CB              | -               | -               | CL                 | 2                  | 1                  | -           | -           | -           | 20     | 3      |        |
| gen.-giu. 2018              | Athl. Paranaense            | A1/PR+A                     | 16+4       | 9+1        | CB              | 0               | 0               | CS                 | 0                  | 0                  | -           | -           | -           | 20     | 10     |        |
| Totale Athletico Paranaense | Totale Athletico Paranaense | Totale Athletico Paranaense | 16+70      | 9+25       |                 | 11              | 4               |                    | 10                 | 4                  |             | -           | -           | 107    | 42     |        |
| lug.-dic. 2018              | Fortaleza                   | B                           | 18         | 3          | -               | -               | -               | -                  | -                  | -                  | -           | -           | -           | 18     | 3      |        |
| 2019                        | Fortaleza                   | PD/CE+A                     | 8+0        | 3+0        | CB              | 0               | 0               | -                  | -                  | -                  | CDN         | 6           | 2           | 14     | 5      |        |
| 2020                        | Fortaleza                   | PD/CE+A                     | 7+8        | 1+0        | CB              | 0               | 0               | CS                 | 0                  | 0                  | CDN         | 6           | 1           | 21     | 2      |        |
| Totale Fortaleza            | Totale Fortaleza            | Totale Fortaleza            | 15+26      | 4+3        |                 | 0               | 0               |                    | 0                  | 0                  |             | 12          | 3           | 53     | 10     |        |
| apr.-lug. 2021              | ABC                         | PD/RN+D                     | 11+4       | 2+1        | CB              | 2               | 1               | -                  | -                  | -                  | -           | -           | -           | 17     | 4      |        |
| Totale ABC                  | Totale ABC                  | Totale ABC                  | 11+ + 59   | 2+ + 18    |                 | 6               | 1               |                    | -                  | -                  |             | 14          | 9           | 90+    | 30+    |        |
| lug.-dic. 2021              | Botafogo-PB                 | C                           | 16         | 2          | -               | -               | -               | -                  | -                  | -                  | CDN         | 3           | 2           | 19     | 4      |        |
| 2022                        | Chapecoense                 | PD/RN+B                     | 4+7        | 0+1        | CB              | 1               | 0               | -                  | -                  | -                  | -           | -           | -           | 12     | 1      |        |
| Totale carriera             | Totale carriera             | Totale carriera             | 319+       | 89+        |                 | 33+             | 10+             |                    | 12                 | 4                  |             | 29          | 14          | 393+   | 117+   |        |

## Palmarès

### Club

#### Competizioni statali
- Campionato Paranaense: 2

Atl. Paranaense: 2009, 2018
- Campionato Potiguar: 2

ABC: 2010, 2011
- Campionato Cearense: 3

Ceará: 2012
Fortaleza: 2019, 2020
- Taça Rio: 1

Vasco da Gama: 2017

#### Competizioni nazionali
- Campeonato Brasileiro Série C: 1

ABC: 2010
- Campeonato Brasileiro Série B: 1

Fortaleza: 2018

#### Competizioni regionali
- Copa do Nordeste: 1

Fortaleza: 2019

### Individuale
- Capocannoniere del Campeonato Brasileiro Série A: 1

2013 (21 gol)